# 精氨酸
精氨酸（英語：arginine，縮寫 Arg，符號 R），是一種α-胺基酸，亦是20種普遍的自然胺基酸之一。在分子遺傳學上，信使核糖核酸的結構，CGU，CGC，CGA，CGG，AGA和AGG。是在蛋白質合成時核苷酸鹼基或遺傳密碼子代碼為精氨酸的三元組。在哺乳動物生活中，精氨酸被分類為非必須胺基酸，身體能自行產生，但在壓力或疾病的時候，可能需要更多。也視乎生物的發育階段及健康狀況而定。早產兒體內不能合成精氨酸，使得補充他們營養中的精氨酸變得非常重要。精氨酸於西元1886年首先由瑞士化學家恩斯特·舒爾茨從扁豆苗萃取物中分離出來。化学式为H₂NC(=NH)NH(CH₂)₃CH(NH₂)COOH

## 結構
精氨酸可以算為一種雙性胺基酸，這是因與主鏈最接近的旁鏈部份是較長、有機及疏水的，而另一端的旁鏈則是一個胍基。這個胍基的酸度系數（pKa值）為12.48，在中性、酸性或鹼性的環境下都是帶正電極的。因為在其雙鍵及氮孤立電子對之間的共軛體系，使得其正電極離開原位。這個胍基能形成多重的氫鍵。

## 合成
精氨酸是由瓜氨酸透过胞質酵素精氨基琥珀酸合酶（ASS）及精氨基琥珀酸裂解酶（ASL）合成。這個過程所要求較大的能量，這是因要將每一個分子合成精氨基需要將三磷酸腺苷（ATP）水解成一磷酸腺苷（AMP），即兩個三磷酸腺苷當量。
瓜氨酸能從以下各種來源生成：
- 從精氨酸經由一氧化氮合酶（NOS）催成；
- 從鳥氨酸經由脯氨酸或穀氨酰胺／穀氨酸的分解代借催成；
- 從非對稱性二甲基精氨酸（ADMA）經由二甲基精氨酸二甲胺水解酶（DDAH）催成。

經由精氨酸或穀氨酰胺及穀氨酸所生成的途徑是雙向性的，因此胺基酸的生成會容易受到細胞的種類及生長階段所影響。
在整個身體內看，精氨酸的合成基本是發生在小腸的上皮細胞。上皮細胞會從穀氨酰胺及穀氨酸產生瓜氨酸，再經由腎臟的腎小管細胞協助下抽取出來並轉化為精氨酸。所以，若小腸或腎臟受到損害，精氨酸的內生合成會因而減少，這些人的膳食質素因而要相應提高。
另外，精氨酸的合成亦會在其他細胞中發生，所合成的份量較少。若在合成的環境中加入誘導型一氧化氮合酶（iNOS），可以明顯的提高合成的份量。在一氧化氮合酶催化的過程中所產生的副產品瓜氨酸，可以透過「瓜氨酸／一氧化氮過程」或「精氨酸／瓜氨酸過程」再轉化為精氨酸。這個過程可以從多種細胞內，瓜氨酸會某程度上取代精氨酸協助一氧化氮顯明出來。這個轉化過程在多種不同的細胞內，瓜氨酸取代精氨酸協助一氧化氮的生成顯明出來。但是，過程很難被量化，原因是瓜氨酸會與較穩定的一氧化氮化合物（硝酸鹽及亞硝酸鹽）積聚起來。

## 功能
精氨酸是动物细胞中用途最广的氨基酸之一，不仅是合成蛋白质的前体，也是合成一氧化氮、尿素、多胺、脯氨酸、谷氨酸、肌酸和鲱精胺的前体。此外，精氨酸在以下各種過程中，都有著重要的角色：
- 細胞分裂
- 傷口復原
- 排出氨
- 免疫功能
- 分泌激素
- 肌肉生長
- 合成一氧化氮

### 蛋白質內的功能
精氨酸的分子結構、電荷分佈及形成多重氫鍵的能力，使得它能與帶有負電荷的分子結合。因此，精氨酸在蛋白質的外圍，能在帶電荷的環境下產生相互作用。在蛋白質內，胜肽精胺酸脫亞氨酶能將精氨酸能轉化成瓜氨酸。而蛋白質甲基轉移酶能將精氨酸甲基化。

### 作為前體
精氨酸是一氧化氮、尿素、鳥氨酸及肌丁胺的直接前體，是合成肌酸的重要原素，且被用作聚胺、瓜氨酸及穀氨酰胺的合成。
作為一氧化氮的前體，精氨酸可以協助舒張血管。非對稱性二甲基精氨酸（ADMA）會壓抑一氧化氮的化學作用，所以ADMA被認為是血管疾病的標記，就像精氨酸是健康內皮細胞層的象徵一樣。

### 壓抑病毒複製
細胞培植研究指出當有機體外（試管內）賴氨酸與精氨酸的比例偏向賴氨酸時，可以壓抑病毒的複製。在治療上的成效卻是未知的，但食用精氨酸會影響注射賴氨酸的效用。

### 改善勃起功能
男性勃起過程需要一氧化氮，精氨酸是一氧化氮合成的前體。

## 來源
精氨酸可以從任何含有蛋白質的食材中攝取，如肉類、家禽、乳酪產品、魚類、豆類等。而含有大量精氨酸的食物則包括有巧克力、花生、核桃、香蕉、豆腐、紫菜、鸡蛋及芝麻。

### 動物來源
乳製品（如奶酪，乳清，牛奶，酸奶，乳清蛋白飲料），牛肉，豬肉（如鹹肉，火腿），明膠，家禽（如雞和火雞白肉），野味（如野雞，鵪鶉） ，海產品（如大比目魚，龍蝦，鮭魚，蝦，螺，金槍魚）

### 植物來源
小麥胚芽粉，羽扇豆，蕎麥，燕麥，花生，堅果（椰子，山核桃，腰果，核桃，杏仁，巴西堅果，榛子，松子），種子（南瓜，芝麻，葵花子），鷹嘴豆，黃豆煮熟，法拉里斯海棗